# Mitrapsylla cambalachensis
Mitrapsylla cambalachensis är en insektsart som beskrevs av Caldwell och Martorell 1952. Mitrapsylla cambalachensis ingår i släktet Mitrapsylla och familjen rundbladloppor. Inga underarter finns listade i Catalogue of Life.